# Wiederaufnahme des Verfahrens
Unter Wiederaufnahme des Verfahrens ist eine Wiederholung oder das neuerliche Aufrollen eines gerichtlichen oder behördlichen Verfahrens zu verstehen, das zuvor bereits mit einer rechtskräftigen Entscheidung beendet worden war.

## Deutschland

### Zivilprozess
Im deutschen Zivilprozess ist eine Wiederaufnahmeklage nur unter sehr engen Voraussetzungen möglich. Sie kann nach der Zivilprozessordnung nur durch Nichtigkeitsklage (§ 579 ZPO) oder Restitutionsklage (§ 580 ZPO) erfolgen. Zulässige Wiederaufnahmegründe sind danach u. a. die Befangenheit eines Richters, Falschaussagen und gefälschte Urkunden. Neue Tatsachen reichen dagegen für eine Durchbrechung der Rechtskraft nicht aus.

### Strafprozess
„Das strafrechtliche Wiederaufnahmeverfahren hat die Funktion, den Konflikt zwischen den Grundsätzen der Gerechtigkeit und der Rechtssicherheit, die sich beide gleichermaßen aus dem Rechtsstaatgedanken ableiten lassen, zu lösen, indem es um der materialen Gerechtigkeit willen gestattet, das Prinzip der Rechtssicherheit zu durchbrechen.“

Die Wiederaufnahme eines rechtskräftig abgeschlossenen Strafverfahrens ist nach deutschem Recht nur unter bestimmten Voraussetzungen möglich. Aus Gründen der Rechtsklarheit kann auch ein fehlerhaftes, aber rechtskräftiges Urteil grundsätzlich nicht mehr aufgehoben werden. Die Wiederaufnahme kann diese Rechtskraft allerdings durchbrechen. An die Wiederaufnahme werden in den §§ 359 bis 373a Strafprozessordnung (StPO) jedoch strenge Anforderungen gestellt. Dem Wesen nach ist die Wiederaufnahme ein Rechtsinstitut, das auf Verlangen des Antragsberechtigten, nicht aber von Amts wegen, ermöglicht, die mit einem rechtskräftigen Sachurteil abgeschlossene Strafsache wieder in das Hauptverfahren zurückzuversetzen. Sie ist ein Rechtsbehelf eigener Art.

#### Wiederaufnahme zugunsten des Verurteilten (§ 359 StPO)
Zugunsten des Verurteilten kann ein Strafverfahren nur wiederaufgenommen werden, wenn einer der in § 359 Nr. 1–6 StPO genannten Gründe vorliegt.
Diese sind:
1. wenn eine unechte/verfälschte Urkunde zuungunsten des Verurteilten als echt bewertet wurde (§ 359 Nr. 1 StPO)
2. wenn ein Zeuge zuungunsten des Verurteilten eine falsche Aussage gemacht hat. Bei uneidlichen Falschaussagen muss zudem Vorsatz vorliegen, bei Vereidigung genügt hingegen Fahrlässigkeit. (§ 359 Nr. 2 StPO)
3. wenn ein beteiligter Richter oder Schöffe  (nachweisbar) eine Amtspflichtverletzung begangen hat, die strafbar war und im Bezug zum Verfahren stand (§ 359 Nr. 3 StPO)
4. wenn ein zivilgerichtliches Urteil, auf welches das Strafurteil gegründet ist, durch ein anderes rechtskräftig gewordenes Urteil aufgehoben ist (§ 359 Nr. 4 StPO)
5. wenn neue Tatsachen oder Beweise einen Freispruch oder eine Milderung bewirken könnten (§ 359 Nr. 5 StPO)
6. wenn der Europäische Gerichtshof für Menschenrechte eine Verletzung der Europäischen Konvention zum Schutze der Menschenrechte und Grundfreiheiten oder ihrer Protokolle festgestellt hat und das Urteil auf dieser Verletzung beruht. (§ 359 Nr. 6 StPO)

Der in der Praxis relevanteste Fall ist der des § 359 Nr. 5 StPO, also die Beibringung neuer Tatsachen oder Beweismittel. Unter Tatsachen im Sinne von § 359 Nr. 5 StPO versteht man konkrete Vorgänge der Vergangenheit oder Gegenwart, die dem Beweis zugänglich sind. Zulässig ist der Beweis, wenn dadurch Freispruch oder Anwendung eines milderen Strafgesetzes bezweckt werden kann. Eine Wiederaufnahme zum Zweck einer milderen Strafbeimessung unter Anwendung desselben Strafgesetzes ist nach § 363 ausgeschlossen. Nicht darunter fällt aber die Änderung von Rechtsnormen oder der Rechtsprechung. Auch sachlich-rechtliche Fehler können den Antrag nicht begründen, selbst wenn sie offensichtlich sind (so der Bundesgerichtshof im Wiederaufnahmeverfahren des Weltbühne-Prozesses). Neue Tatsachen sind solche, die das Gericht in der Hauptverhandlung nicht berücksichtigt hat, wobei es keine Rolle spielt, ob die Möglichkeit dazu bestanden hat.
In Deutschland werden Wiederaufnahmeverfahren und ihre Ergebnisse bislang weder statistisch erfasst noch systematisch ausgewertet. In der Zeit vom 1. Oktober 2019 bis zum 31. März 2022 hat das Kriminologische Forschungsinstitut Niedersachsen (KFN) ein Forschungsprojekt durchgeführt, um künftige Fehlurteile weitmöglichst zu vermeiden und potentielle Fehler im Strafprozess nachträglich aufzudecken. Hierbei wurden 512 Strafverfahrensakten untersucht, bei denen es in 219 Wiederaufnahmeverfahren zur Aufhebung der gerichtlichen Entscheidung des Ausgangsverfahrens kam. Häufige Fehlerquellen waren die fehlerhafte Gesamtstrafenbildung, die unerkannte Schuldunfähigkeit sowie falsche Aussagen.
Im Jahr 2020 gründeten verschiedene rechtswissenschaftliche Fakultäten das gemeinsame Projekt Fehlurteil und Wiederaufnahme.

#### Wiederaufnahme zuungunsten des Verurteilten (§ 362 StPO)
Die Wiederaufnahme eines durch rechtskräftiges Urteil abgeschlossenen Verfahrens zuungunsten des Angeklagten ist gem. § 362 Nr. 1–4 StPO zulässig,
1. wenn eine in der Hauptverhandlung zu seinen Gunsten als echt vorgebrachte Urkunde unecht oder verfälscht war;
2. wenn der Zeuge oder Sachverständige sich bei einem zugunsten des Angeklagten abgelegten Zeugnis oder abgegebenen Gutachten einer vorsätzlichen oder fahrlässigen Verletzung der Eidespflicht oder einer vorsätzlichen falschen uneidlichen Aussage schuldig gemacht hat;
3. wenn bei dem Urteil ein Richter oder Schöffe mitgewirkt hat, der sich in Beziehung auf die Sache einer strafbaren Verletzung seiner Amtspflichten schuldig gemacht hat;
4. wenn von dem Freigesprochenen vor Gericht oder außergerichtlich ein glaubwürdiges Geständnis der Straftat abgelegt wird.

Die Ziffern 1–3 beziehen sich wie auch im Falle der Wiederaufnahme zugunsten des Verurteilten auf die Fälle, in denen das Urteil möglicherweise auf einer Falschurkunde oder einer Falschaussage eines Zeugen oder Sachverständigen oder einer strafbaren richterlichen Amtspflichtverletzung beruht. Zudem kann gemäß Ziffer 4 die Wiederaufnahme zuungunsten des Angeklagten auch auf ein nachträgliches glaubwürdiges Geständnis des Angeklagten gestützt werden.

#### Gescheiterte Reform aus dem Jahr 2021
Der Bundestag beschloss am 24. Juni 2021 nach einem Entwurf der Koalitionsfraktionen aus CDU/CSU und SPD das Gesetz zur Änderung der Strafprozessordnung – Erweiterung der Wiederaufnahmemöglichkeiten zuungunsten des Verurteilten gemäß § 362 StPO und zur Änderung der zivilrechtlichen Verjährung (Gesetz zur Herstellung materieller Gerechtigkeit). Gem. § 362 Nr. 5 StPO sollte eine Wiederaufnahme zuungunsten des Verurteilten auch dann zulässig sein,

„5. wenn neue Tatsachen oder Beweismittel beigebracht werden, die allein oder in Verbindung mit früher erhobenen Beweisen dringende Gründe dafür bilden, dass der freigesprochene Angeklagte wegen Mordes (§ 211 StGB), Völkermordes (§ 6 Abs. 1 VStGB), des Verbrechens gegen die Menschlichkeit (§ 7 Abs. 1 Nr. 1 und 2 VStGB) oder Kriegsverbrechens gegen eine Person (§ 8 Abs. 1 Nr. 1 VStGB) verurteilt wird.“

In Fällen, in denen beispielsweise nach dem Freispruch eine Filmaufzeichnung von der Tat auftaucht oder eine DNA-Analyse, die auf Grund des fehlenden wissenschaftlichen Erkenntnisstands zum Zeitpunkt des Freispruchs nicht berücksichtigt werden konnte, den eindeutigen Nachweis der Täterschaft erlauben, sollte das Urteil künftig korrigiert werden können.
Gegen den Entwurf wurden verfassungsrechtliche Bedenken im Hinblick auf den grundrechtlich geschützten Grundsatz des ne bis in idem (Art. 103 Abs. 3 GG) geltend gemacht, weshalb das Gesetzesvorhaben schon in der 19. Legislaturperiode vom Bundesjustizministerium nicht unterstützt wurde. Der Bundesrat stimmte der Gesetzesänderung am 17. September 2021 dennoch zu. Der Bundespräsident zeichnete das Gesetz wegen eines möglichen Verstoßes gegen das Rückwirkungsverbot und das Verbot der Doppelbestrafung aber zunächst nicht gem. Art. 82 Abs. 1 Satz 1 GG gegen. Am 22. Dezember 2021 unterzeichnete er das Gesetz „nach eingehenden Gesprächen mit Verfassungs- und Strafrechtsexpertinnen und -experten“ dann doch, regte aber zugleich an, es im Bundestag erneut zu prüfen, da bereits rechtskräftige Freisprüche rückwirkend in Frage gestellt würden. Das Gesetz trat am 30. Dezember 2021 in Kraft. Die verfassungsrechtliche Kritik seitens des Bundesjustizministeriums hielt auch nach der Bundestagswahl 2021 an.
Erstmals wendete im Februar 2022 das LG Verden die Gesetzesänderung an und erließ einen Haftbefehl gegen einen rechtskräftig freigesprochenen Verdächtigen, dem die Vergewaltigung und Ermordung der Jugendlichen Frederike von Möhlmann vorgeworfen wurde. Das Gericht äußerte zwar Zweifel an der Verfassungsmäßigkeit des Gesetzes, beschritt jedoch nicht den Weg einer nach Art. 100 Abs. 1 GG, §§ 80 ff. BVerfGG möglichen Richtervorlage an das Bundesverfassungsgericht, weil es von der Verfassungswidrigkeit des Gesetzes nicht positiv überzeugt war. Das OLG Celle schloss sich als Beschwerdegericht der Entscheidung des LG Verden an. Gegen die Beschlüsse des LG Verden und des OLG Celle erhob der Verdächtige Verfassungsbeschwerde zum Bundesverfassungsgericht (Az. 2 BvR 900/22).
Am 31. Oktober 2023 erklärte das Bundesverfassungsgericht die Gesetzesänderung für verfassungswidrig. Art. 103 Abs. 3 GG gewährt dem Prinzip der Rechtssicherheit hiernach absoluten und abwägungsfesten Vorrang vor dem Prinzip der materialen Gerechtigkeit. Die auf § 362 Nr. 5 StPO n. F. beruhenden Beschlüsse des Landgerichts Verden und des Oberlandesgerichts Celle wurden aufgehoben.
Das Bundesverfassungsgericht führt im Urteil (Rdnr. 8 f.) u. a. aus, dass unter der nationalsozialistischen Herrschaft die Wiederaufnahmegründe durch die Dritte Verordnung zur Vereinfachung der Strafrechtspflege vom 29. Mai 1943 (RGBl. I S. 342 ff.) erweitert worden seien. Es hieß, wichtiger als die formale Rechtskraft sei das „Verlangen der Volksgemeinschaft“ nach Verwirklichung der materiellen Gerechtigkeit. Daneben konnte mit der sogenannten Urteilsergänzung die Rechtskraft in denjenigen Fällen durchbrochen werden, in denen das Urteil den „Belangen der Volksgemeinschaft“ widersprach. Diese Änderungen seien nach dem Krieg rückgängig gemacht worden. Mit den grundgesetzlichen Garantien betreffend die Strafrechtspflege habe der Verfassungsgeber als Reaktion auf die Erfahrungen in der Zeit der nationalsozialistischen Willkürherrschaft ausschließen wollen, dass die Justiz für justizfremde Zwecke missbraucht werden könne (Rdnr. 31).

#### Wiederaufnahmeverfahren
Soweit eine Wiederaufnahme nach § 359 Nr. 1–3 oder § 362 Nr. 1–3 StPO wegen einer Straftat (Urkundenfälschung, Meineid, Uneidliche Falschaussage, falsches Gutachten, Rechtsbeugung, Vorteilsannahme oder Bestechlichkeit) in Betracht kommt, ist sie nur zulässig, wenn wegen dieser Tat eine rechtskräftige Verurteilung ergangen ist oder wenn die Einleitung oder Durchführung eines Strafverfahrens aus anderen Gründen als wegen Mangels an Beweis nicht erfolgen kann, § 364 StPO.
Der Antrag auf Wiederaufnahme kann schriftlich durch einen Verteidiger oder einen Rechtsanwalt oder auch durch den Verurteilten selbst zu Protokoll der Geschäftsstelle des Gerichts, dessen Urteil angefochten wird oder das für die Wiederaufnahme nach § 140a Gerichtsverfassungsgesetz zuständig ist, angebracht werden; ist der Verurteilte verstorben, sind Ehegatten, Eltern, Großeltern, Kinder oder Geschwister antragsberechtigt, § 366 Abs. 2, § 361 Abs. 2 StPO. Ein Antragsrecht haben auch die Staatsanwaltschaft, Privat- und Nebenkläger sowie der Einziehungsbeteiligte. Der Antrag auf Wiederaufnahme muss den gesetzlichen Grund für die Wiederaufnahme sowie die Beweismittel nennen. Dies prüft das zuständige Gericht im Additionsverfahren (Zulässigkeitsprüfung). Bei Unzulässigkeit (z. B. Nicht-Unterschrift des Anwaltes, zu niedriges Bußgeld) des Antrags wird die Wiederaufnahme verworfen. Andernfalls ergeht ein Zulassungsbeschluss. Im anschließenden Probationsverfahren wird die Begründetheit des Wiederaufnahmeantrags geprüft. (Mögliche Gründe sind in § 359 StPO aufgeführt)
Der Antrag auf Wiederaufnahme wird ohne mündliche Verhandlung als unbegründet verworfen, wenn die darin aufgestellten Behauptungen keine genügende Bestätigung gefunden haben (§ 370 Abs. 1 StPO). Kommt das Gericht zu dem Ergebnis, dass der Antrag begründet ist, so ordnet es durch den Wiederaufnahmebeschluss die Wiederaufnahme des Verfahrens und die Erneuerung der Hauptverhandlung an. In der Regel folgt nun eine neue Hauptverhandlung vor dem zuständigen Wiederaufnahmegericht. Das Gericht kann jedoch auch ohne neue Hauptverhandlung den Verurteilten mit Zustimmung der Staatsanwaltschaft sofort freisprechen, wenn dazu genügende Beweise vorliegen. Andernfalls wird der Fall neu aufgerollt. Das Gericht darf jedoch das Urteil in Art und Höhe nicht zum Nachteil des Verurteilten verändern, wenn die Wiederaufnahme zu seinen Gunsten beantragt worden ist (Verbot der Verschlechterung reformatio in peius).
Die Wiederaufnahme eines Ordnungswidrigkeitenverfahrens ist zulässig über § 85 Abs. 1 OWiG in Verbindung mit § 359 bis § 373a StPO. Die Wiederaufnahme von Ordnungswidrigkeiten ist erst ab einer Geldbuße von 250 € zulässig. (§ 85 Abs. 2 Nr. 1 OWiG) Ebenso unzulässig ist eine Wiederaufnahme nach 3 Jahren Rechtskraft (§ 85 Abs. 2 Nr. 2 OWiG).

#### Statistik
Die Fachliteratur spricht von jährlich 2000 Wiederaufnahmeanträgen in Deutschland.
Im Jahr 2021 wurden im Vergleich zum Jahr 2011 nach Angaben des Statistischen Bundesamtes folgende Anträge erledigt:
- zuungunsten des Beschuldigten vor den Amtsgerichten 282 (2011: 694), vor den Landgerichten als erster Instanz 27 (2011: 33), als Berufungsinstanz 26 (2011: 27);
- zugunsten des Beschuldigten vor den Amtsgerichten 699 (2011: 868), vor den Landgerichten als erster Instanz 126 (2011: 160), als Berufungsinstanz 74 (2011: 98).

Hinzu kamen vor den Amtsgerichten in Bußgeldverfahren 543 Anträge (2011: 336), davon 360 in Straßenverkehrssachen (2011: 294).
Vor den Oberlandesgerichten gab es keine derartigen Verfahren.

### Verwaltungsprozess
Für den Verwaltungsprozess verweist § 153 VwGO auf die Wiederaufnahmevorschriften für den Zivilprozess.

### Verwaltungsverfahren
Die Bestandskraft eines Verwaltungsakts kann außer durch Rücknahme und Widerruf durch die Verwaltung selbst auch durch „Wiederaufgreifen des Verfahrens“ nach § 51 VwVfG auf Antrag des Betroffenen durchbrochen werden. Anders als bei Urteilen genügen dafür schon eine neue Sach- oder Rechtslage oder neue Beweismittel. Auf diese Wiederaufnahmegründe kann sich der Betroffene allerdings nur berufen, wenn er dazu im früheren Verfahren ohne grobes Verschulden außerstande war. Zudem muss er eine Frist von drei Monaten ab Kenntnis des Wiederaufnahmegrunds einhalten.
Bei Entscheidung über das Wiederaufgreifen hat die Behörde zwei Möglichkeiten: sie kann eine wiederholende Verfügung erlassen oder aber einen Zweitbescheid.
Lehnt die Behörde ein Wiederaufgreifen ab, so erlässt sie eine wiederholende Verfügung (Der Antrag wird abgelehnt.). Diese trifft keine neue Sachentscheidung.
Greift die Behörde hingegen das Verfahren wieder auf, so ergeht ein Zweitbescheid, mit dem nicht nur über den Wiederaufgreifensantrag positiv entschieden wird, sondern insbesondere eine neue Sachentscheidung ergeht. Der Bescheid muss eine Regelung im Sinne einer rechtsverbindlichen Anordnung enthalten, die gerade auf die Bewirkung einer Rechtsfolge gerichtet ist. Diese neue Sachenentscheidung ist wie ein Erstbescheid anfechtbar.

## Österreich

### Verwaltungsverfahren und Verwaltungsstrafverfahren

#### Voraussetzungen
Einem Parteienantrag auf Wiederaufnahme des Verfahrens muss die Behörde stattgeben, wenn kein Rechtsmittel gegen einen Bescheid (mehr) zulässig ist, mit dem ein Verfahren beendet wurde und
1. der Bescheid durch Urkundenfälschung, Falschaussage oder eine sonstige gerichtliche strafbare Handlung bewirkt oder auf andere Art erschlichen wurde („Erschleichungstatbestand“) oder
2. neue Tatsachen oder Beweismittel hervorkommen, die – ohne Parteienverschulden – während des Verfahrens nicht geltend gemacht wurden und wohl einen anderen Bescheidinhalt bewirkt hätten („Neuerungstatbestand“) oder
3. der Bescheid von einer Vorfrage abhängig war, über die die dafür zuständige Behörde (oder das Gericht) nachträglich anders entschieden hat („Vorfragentatbestand“)

Zum „Neuerungstatbestand“ ist anzumerken: Die neuen Tatsachen oder Beweise müssen hervorkommen, das heißt, sie müssen während des ursprünglichen Verfahrens schon vorhanden gewesen sein („nova reperta“), es hilft nichts, wenn sie erst nach dem Verfahren entstanden sind („nova producta“).

#### Fristen
Ein Wiederaufnahmeantrag muss innerhalb von zwei Wochen ab dem Moment gestellt werden, in dem der Antragsteller davon erfahren hat, dass ein Grund für die Wiederaufnahme vorliegt, spätestens aber drei Jahre nach Erlassung des ursprünglichen Bescheides.
Die Behörde kann auch von Amts wegen eine Wiederaufnahme verfügen, wenn eine der drei oben genannten Voraussetzungen vorliegt. Wenn seit Erlassung des ursprünglichen Bescheides schon drei Jahre vergangen sind, darf sie das aber nur, wenn der „Erschleichungstatbestand“ gegeben ist.
Im Verwaltungsstrafverfahren darf ein eingestelltes Verfahren nur innerhalb der Frist für die Verfolgungsverjährung (ein Jahr ab der Tat) wieder aufgenommen werden.

#### Zuständigkeit
Der Antrag auf Wiederaufnahme muss bei der Behörde erster Instanz eingebracht werden. Die Entscheidung darüber ist Sache jener Behörde, die den Bescheid in letzter Instanz erlassen hat (wenn ein Unabhängiger Verwaltungssenat entschieden hat, steht ihm die Entscheidung über die Wiederaufnahme zu).

#### Wirkung
Im Bescheid über die Bewilligung (oder Verfügung) der Wiederaufnahme muss ausgesprochen werden, welche Instanz das Verfahren in welchem Stadium wieder aufzunehmen hat, es sei denn, dass ohnehin gleich ein neuer Bescheid erlassen werden kann.

#### Rechtsmittel
Gegen die Ablehnung eines Wiederaufnahmeantrags kann eine Berufung eingebracht werden. Gegen die Bewilligung (oder amtswegige Verfügung) einer Wiederaufnahme ist keine abgesonderte Berufung möglich; erst der neuerlich erlassene, das Verfahren wiederum abschließende Bescheid kann mit Berufung angefochten werden (das kommt etwa in einem Verfahren mit mehreren widerstreitenden Parteien in Betracht).

#### Fundstellen
§§ 69 und 70 des Allgemeinen Verwaltungsverfahrensgesetzes 1991.

### Strafprozess
In den §§ 352 bis 363 Strafprozeßordnung finden sich ähnliche Regelungen für allgemeine Strafverfahren. Die o. g. Fristen gelten hier nicht. Eine Wiederaufnahme zuungunsten des Verurteilten ist bis zur Verjährung möglich.